# Liste von Bauwerken in Litoměřice

Stadtwappen von Litoměřice

Die Liste von Bauwerken in Litoměřice beinhaltet die bedeutendsten Bauten in Litoměřice aus der Renaissance- und Barockzeit bis zur Gegenwart.
Die aufgeführten Gebäude geben einen Überblick über die Architekturgeschichte und ihre Architekten, sie führen den Betrachter durch die Architekturstile der Zeit.
Die bekanntesten Bauwerke sind auf den Architektur-Webseiten der Stadt Litoměřice zu finden.
Nur wenige der moderneren Bauten stehen unter Denkmalschutz.
Das Zentrum der Stadt ist 1978 zu einem städtischen Denkmalreservat erklärt worden. Dort befinden sich die meisten historischen Bauwerke, die unter Denkmalschutz stehen, siehe Liste der denkmalgeschützten Objekte in Litoměřice.

## Liste von Bauwerken in Litoměřice-Leitmeritz
Die bedeutendsten Bauwerke der Stadt sind in dieser Liste zusammengestellt. Gebäude, die unter Denkmalschutz stehen, sind mit der ÚSKP-Nr. der Zentralen Liste der Kulturdenkmale der Tschechischen Republik (Ústřední seznam kulturních památek České republiky) gekennzeichnet.
| Bild                                             | Name des Bauwerks                                                                                            | Adresse und Lage                                    | Architekt                                                           | Baujahr                         | Bemerkung |
| ------------------------------------------------ | --- | --------------------------------------------------- | ------------------------------------------------------------------- | ------------------------------- | --- |
| Stadtteil Město-Altstadt                         | |                                                     |                                                                     |                                 | |
|                                                  | Altes Rathaus (Stará radnice) (ÚSKP-Nr. 28848/5-1737)                                                        | Mírové náměstí 171/40 (Lage)                        | Umbau durch Joseph Kranner (1801–1871)                              | 1537–1539, 1852/1853, 1916–1926 | ehem. Rathaus, genannt Altes Rathaus; jetzt Regionalmuseum |
|                                                  | Haus „Zum Schwarzen Adler“ (Dům U Černého orla) (ÚSKP-Nr. 14327/5-1724)                                      | Mírové náměstí 12/4 (Lage)                          | Ambrosio Balli († 1576)                                             | 1560–1564                       | Renaissancebau |
|                                                  | Haus „Unter dem Kelch“ (Dům Pod bání) (ÚSKP-Nr. 39208/5-1725)                                                | Mírové náměstí 15/7 (Lage)                          | Ambrosio Balli                                                      | 1570–1584, Umbau 1834           | Renaissancebau mit neugotischer Fassade |
|                                                  | Haus Zum steinernen Hirsch (U Kamenného jelena)                                                              | Mírové náměstí 40/18 (Lage)                         |                                                                     |                                 | jetzt Unicredit-Bank |
|                                                  | Haus „Zu den Fünf Jungfrauen“ (Dům U pěti panen) (ÚSKP-Nr. 23361/5-1735)                                     | Mírové náměstí 42/20 (Lage)                         | Octavio Broggio (1670–1742)                                         | 1720–1730                       | Barockes Stadthaus |
|                                                  | Allerheiligenkirche (Kostel Všech svatých) (ÚSKP-Nr. 21077/5-1748)                                           | Mírové náměstí - Dlouhá 196 (Lage)                  | Octavio Broggio und Giulio Broggio (1628–1718)                      | 1675, 1717–1731                 | Barockbau mit Stadtturm, siehe ÚSKP 12612882 und |
|                                                  | Jesuitenkolleg und Jesuitenkirche Mariä Verkündigung (Kostel Zvěstování Panny Marie) (ÚSKP-Nr. 32845/5-1749) | Jezuitská 1/22 (Lage)                               | Giulio Broggio und Octavio Broggio                                  | 1654–1731                       | Barockbau |
|                                                  | Mädchenschule des Borromäerordens                                                                            | Vavřinecká 253/13 (Lage)                            |                                                                     | 1852–1857                       | jetzt Schulungszentrum |
|                                                  | Stadthaus (ÚSKP-Nr. 19002/5-1732)                                                                            | Michalská 29/7 (Lage)                               | Ambrosio Balli                                                      | 1569                            | Nordböhmische Galerie der Schönen Künste in Litoměřice (Severočeská galerie výtvarného umění v Litoměřicích)                                                                                         |
|                                                  | Haus „Zum Goldenen Anker“ (Dum u zlaté kotvy) (ÚSKP-Nr. 31703/5-1733)                                        | Michalská 36/10 (Lage)                              | Octavio Broggio                                                     |                                 | Gotisches Haus an der Ecke Michalská- und Krajská-Straße, ab 1708 Wohnhaus des Baumeisters O. Broggio (1670–1742)                                                                                    |
|                                                  | Königliche Burg (Hrad Litoměřice – Hrádek) (ÚSKP-Nr. 14183/5-1746)                                           | Na Valech 265/45 (Lage)                             |                                                                     |                                 | ehem. königliche Burg Nr. 265 (genannt Hrádek, 13. Jh.), Reste eines Turms am Haus Nr. 263, seit 1720 Städtische Brauerei, Rekonstruktion 2007–2010                                                  |
|                                                  | Ehem. Bürgerliches Brauhaus (Měšťanský pivovar)                                                              | Tyršovo náměstí 282/1 - Lidická 59/15 (Lage)        |                                                                     | 1720–1739                       | Ehem. Städtische Brauerei, Neubau 1869 |
|                                                  | Ehem. Dominikanerkloster (Dominikánský klášter u sv. Michala) (ÚSKP-Nr. 36595/5-1745)                        | Krajská 48/1 (Lage)                                 |                                                                     | 1628–1687                       | Dominikanerkloster mit Kirche St. Michael von 1236 bis 1788; jetzt Staatliches Regionalarchiv in Leitmeritz (Státní oblastní archiv v Litoměřicích)                                                  |
|                                                  | Stadtpalais Michalská                                                                                        | Michalská 259/12 (Lage)                             |                                                                     |                                 | Palais Michalská; jetzt Arbeitsamt |
|                                                  | Bezirksfinanzdirektion                                                                                       | Pekařská 114/2 (Lage)                               |                                                                     | 1854                            | jetzt Stadtverwaltung |
|                                                  | Jesuiten-Sternwarte (Jezuitská hvězdárna)                                                                    | Krajská 292/5 (Lage)                                |                                                                     | 1360–1380, Turm 1705            | Wehrturm als Teil der Stadtbefestigung mit Aussichtspavillon (Jesuiten-Observatorium) |
|                                                  | Bastion Baba                                                                                                 | Michalská 260/14 (Lage)                             |                                                                     |                                 | Bastion Baba; zeitweilig Stadtgefängnis, später Wohnhaus, jetzt Verwaltungsgebäude |
|                                                  | Gotisches Doppelhaus (Dům Dvojče) (ÚSKP-Nr. 16269/5-1722)                                                    | Jezuitská 241/12a (Lage)                            |                                                                     | 15./16. Jh.                     | Stadthaus, gotisches Doppelhaus, siehe ÚSKP 14083729 und |
|                                                  | Ehem. Spital „Zum Heiligen Kreuz“ (ÚSKP-Nr. 14425/5-1808)                                                    | Velká Dominikánská 102/23 (Lage)                    |                                                                     | 1770–1776                       | Stadthaus, ehem. Spital |
|                                                  | Gebiets-Militärverwaltung (Územní vojenská správa)                                                           | 5. května 76/11 - Na Valech und Okružní 76/5 (Lage) |                                                                     | 1906/07                         | jetzt Verwaltungsgebäude |
| Stadtteil Za nemocnicí - Spitalsviertel/Domhügel | |                                                     |                                                                     |                                 | |
|                                                  | St.-Stephans-Dom (Katedrála sv. Štěpána) (ÚSKP-Nr. 35625/5-1754)                                             | Dómské náměstí (Lage)                               | Giovanni Domenico Orsi de Orsini (1634–1679) und Giulio Broggio     | 1663–1681                       | Kathedrale St. Stephan, Kirchturm mit Verbindungsbogen, Gitterzaun mit Tor im Frühbarockstil |
|                                                  | Glockenturm am Stephansdom (Zvonice katedrály) (ÚSKP-Nr. 35625/5-1754)                                       | Dómské náměstí (Lage)                               | Heinrich von Ferstel (1828–1883) und Franz Sander                   | 1883–1889                       | Glockenturm mit Verbindungsbogen |
|                                                  | Bischofsresidenz (Biskupská rezidence) (ÚSKP-Nr. 41208/5-1751)                                               | Dómské náměstí 1/1 (Lage)                           | Giulio Broggio                                                      | 1689–1694                       | Bischofsresidenz, Nebengebäude, Tor, Zäune, Verbindungsgang, Pavillon (Altan), Garten, Balustrade, Umfassungsmauer mit Tor im Barockstil                                                             |
|                                                  | Konsistorium, ehemalige Priesterseminar (Kapitulní konzistoř) (ÚSKP-Nr. 28725/5-1752)                        | Dómské náměstí 9/9 (Lage)                           | Octavio Broggio                                                     | 1733–1738                       | Barockbau |
| Stadtteil Předměstí-Vorstadt                     | |                                                     |                                                                     |                                 | |
|                                                  | Amtsgericht (Okresní soud)                                                                                   | Na Valech 525/12 (Lage)                             | Alfons Wertmüller                                                   | 1906–1910                       | Neorenaissancestil |
|                                                  | Stadthaus | Dvořákova 959/1 - Na Valech (Lage)                  | Hollmann                                                            | 1913                            | ehem. Bankgebäude „Deutsche Volksbank“, jetzt Verwaltungs- und Geschäftshaus |
|                                                  | Postamt | Na Valech 722/18 (Lage)                             | Friedrich Setz (1837–1907)                                          | 1897–1899                       | |
|                                                  | Ehem. Druckerei Pickert                                                                                      | Na Valech 700/33 (Lage)                             |                                                                     | 1897                            | |
|                                                  | Ehem. Staatsoberrealschule (Vyšší reálná škola)                                                              | Sovova 480/2 - Na Valech 480/2 (Lage)               | Josef Mocker (1835–1899); Baumeister: Ignaz Anton Gaube (1815–1893) | 1863–1865                       | Empirestil; jetzt Privat-Grundschule und Kindergarten |
|                                                  | Stadthaus (ÚSKP-Nr. 41430/5-4744)                                                                            | Sovova 56/1 - Na Valech (Lage)                      |                                                                     |                                 | |
|                                                  | Ehem. Gymnasium                                                                                              | Na Valech 582/53 (Lage)                             |                                                                     | 1877/78                         | jetzt Grundschule Na Valech |
|                                                  | Lehrerbildungsinstitut (Učitelský ústav)                                                                     | Komenského 754/3 (Lage)                             |                                                                     |                                 | |
|                                                  | Diözesanhaus „Kardinal Trochta“ (Diecézní dům kardinála Trochty)                                             | Komenského 748/4 (Lage)                             |                                                                     | 1858                            | urspr. Taubstummeninstitut der Diözese Leitmeritz, später Priesterseminar; seit 2002 Diözesanhaus „Kardinal Trochta“ (Diecézní dům kardinála Trochty – DDKT)                                         |
|                                                  | Kino Máj | Sovova 53/4 (Lage)                                  |                                                                     | 1913                            | urspr. Kino „Elektra“, Bauherr: Mayer |
|                                                  | Stadthaus | Palachova 870/27 (Lage)                             | Jugendstil                                                          | 1906                            | Wohn- und Geschäftshaus |
|                                                  | Stadthaus Johannahof                                                                                         | Tolstého 871/1 (Lage)                               | Jugendstil                                                          |                                 | Wohn- und Geschäftshaus |
|                                                  | Villa | Masarykova 679/33 (Lage)                            |                                                                     |                                 | |
|                                                  | Villa | Masarykova 701/35 (Lage)                            |                                                                     | 1897                            | Villa, jetzt Grundschule mit Kunsterziehung (ZUŠ) |
|                                                  | Villa | Masarykova 621/46 (Lage)                            |                                                                     |                                 | jetzt Grundschule mit Kunsterziehung (ZUŠ) |
|                                                  | Villa | Šaldova 657/6 (Lage)                                |                                                                     |                                 | |
|                                                  | Mittelschule „Pohoda“ (Střední škola Pohoda - domov mládeže)                                                 | Žižkova 866/2 (Lage)                                |                                                                     | 1906                            | ehem. Villa Ferdinand Kutscher, jetzt Mittelschule „Pohoda“ mit Jugendheim |
|                                                  | Villa Flora                                                                                                  | Fügnerova 723/8 (Lage)                              |                                                                     | 1897                            | |
|                                                  | Evangelische Kirche                                                                                          | Žižkova 2039/3 (Lage)                               | Paul Lange (1853–1932)                                              | 1902                            | Ehem. deutsche evangelische Kirche im Stil der Neogotik, nach 1945 Baptistenkirche |
|                                                  | Evangelisches Pfarrhaus                                                                                      | Rooseveltova 716/7 (Lage)                           |                                                                     |                                 | jetzt Kirche der Böhmischen Brüder |
|                                                  | Villa | Rooseveltova 168/3 (Lage)                           |                                                                     |                                 | |
|                                                  | Ehem. Stadtbad                                                                                               | Rooseveltova 962/18 (Lage)                          | Viktor Krause und Franz Posselt                                     | 1914                            | jetzt Hotel Roosevelt |
|                                                  | Knaben-, Volks- und Bürgerschule (Chlapecká obecná a měšťanská škola)                                        | Boženy Němcové 873/2 (Lage)                         | Adolf Löbel und Alexander Grandissa                                 | 1905/06                         | Bürgerschule im Neorenaissancestil, jetzt Grundschule „Božena Němcová“ (Základní škola Boženy Němcové)                                                                                               |
|                                                  | Villa Taussig                                                                                                | Eliášova 1438/1 (Lage)                              | Hermann Müller; Baumeister: Maier & Hollmann                        | 1933/34                         | Villa Ferdinand Taussig, jetzt Kindergarten; Expressionismus mit funktionalistischen Elementen |
|                                                  | Ehem. Militärverwaltung                                                                                      | Eliášova 913/7 (Lage)                               |                                                                     | 1897                            | jetzt Polizeibehörde |
|                                                  | Villa | Osvobození 2075/13 - Rooseveltova (Lage)            |                                                                     |                                 | |
|                                                  | Ehem. Wohnhaus Erhard Junk                                                                                   | Boženy Němcové 1052/1 - Osvobození (Lage)           | Viktor Krause und Franz Posselt                                     | 1924–1926                       | |
|                                                  | Villa | Osvobození 191/17 (Lage)                            | Viktor Krause und Franz Posselt                                     | 1910/11                         | ehem. Sokol-Turnhalle |
|                                                  | Villa | Osvobození 839/19 (Lage)                            |                                                                     |                                 | |
|                                                  | Villa | Osvobození 859/21 (Lage)                            |                                                                     |                                 | |
|                                                  | Villa | Osvobození 819/23 (Lage)                            |                                                                     |                                 | |
|                                                  | Ehem. Reichsfinanzschule                                                                                     | Svojsíkova 1015/1a (Lage)                           |                                                                     | 1940                            | seit 1948 Gymnasium „Josef Jungmann“ |
|                                                  | Villa Philipps                                                                                               | Nerudova 827/2 (Lage)                               | Julius (II.) Werner                                                 | 1903–1905                       | Bauherrn: Wilhelmine Philipps, geb. Werner (1862–1936) und Karl Philipps; Historismus |
|                                                  | Villa | Sokolovská 304/2 (Lage)                             |                                                                     |                                 | |
|                                                  | Villa | Sokolovská 858/5 (Lage)                             |                                                                     |                                 | |
|                                                  | Villa Röhr                                                                                                   | Sokolovská 885/7 (Lage)                             | Wenzel Mann                                                         | 1906                            | Villa Arthur Röhr (1853–1914) und Adele Röhr (1862–1935); Sezession |
|                                                  | Villa | Vančurova 818/3 (Lage)                              |                                                                     |                                 | |
|                                                  | Villa | Vančurova 900/9 (Lage)                              |                                                                     |                                 | |
|                                                  | Villa | Čelakovského 286/1 (Lage)                           |                                                                     |                                 | |
|                                                  | Villa | Čelakovského 280/2 (Lage)                           |                                                                     |                                 | |
|                                                  | Villa | Čelakovského 380/4 (Lage)                           |                                                                     |                                 | |
|                                                  | Villa unter der Mostná hora                                                                                  | Čelakovského 965/7 (Lage)                           |                                                                     |                                 | |
|                                                  | Villa Neuburg                                                                                                | Čelakovského 1007/8a (Lage)                         | Hermann Muthesius (1861–1927)                                       | 1924–1927                       | ehem. Villa Friedrich Neuburg; jetzt Kinderheim |
|                                                  | Bergwirtschaft auf der Kaiser Franz Josef-Höhe (Mostná hora, Mostka)                                         | Mostná hora 94/1 (Lage)                             | Viktor Krause                                                       | 1910                            | Bergwirtschaft mit Aussichtsturm |
|                                                  | Wenzelskirche (Kostel sv. Václava) (ÚSKP-Nr. 24614/5-1753)                                                   | Václavské náměstí (Lage)                            | Octavio Broggio                                                     | 1714–1716                       | Kirche des hl. Wenzel, jetzt orthodoxe Kirche |
|                                                  | Villa, genannt Svatojiřská                                                                                   | Svatojiřská 596/32 (Lage)                           |                                                                     | 1876                            | Mehrfamilienhaus |
|                                                  | Ehem. barocke Mühle (ÚSKP-Nr. 14180/5-1824)                                                                  | Máchovy schody 9/2 (Lage)                           |                                                                     | 1738–1744                       | Ehem. barocke Mühle am Pokratický potok (Pokratitzer Bach), jetzt Bürgerhaus |
|                                                  | Kapelle Johannes der Täufer (Kaple sv. Jana Křtitele) (ÚSKP-Nr. 36979/5-1755)                                | Horní Dubina, Máchova (Lage)                        | Giulio Broggio                                                      | 1676/77                         | Frühbarockbau |
|                                                  | Ehem. Elbschloss-Brauerei (Labskozámecký pivovar)                                                            | Švermova (Lage)                                     |                                                                     | 1858–1860                       | Elbschloss-Brauerei, jetzt ruinöser Zustand |
|                                                  | Villa Pfaffenhof                                                                                             | Veveří 675/1 (Lage)                                 |                                                                     | Ende 19. Jh.                    | Villa der Familie Pfaff, neugotische Villa Pfaffenhof (genannt Fafák), erbaut an der Stelle der Weinkapelle des hl. Nikolaus aus dem 14. Jh.                                                         |
|                                                  | Ehem. Eisenbahntunnel                                                                                        | Vodní 249/4 (Lage)                                  |                                                                     | 1874                            | Ehem. Eisenbahntunnel (ca. 350 m) der Österreichischen Nordwestbahn (ÖNWB) unterhalb des historischen Stadtkerns mit westlichem und östlichem Tunnelportal, bis 1958 genutzt, jetzt Lager und Garage |
|                                                  | Ehem. Bahnhof Leitmeritz Stadt (byv. Litoměřice město)                                                       | Jarošova 165/32 (Lage)                              |                                                                     | 1884                            | Ehem. Bahnhof „Leitmeritz Stadt“ an der Strecke der Österreichischen Nordwestbahn (ÖNWB), seit 1958 nicht mehr in Betrieb und durch den neuen Bahnhof Litoměřice město (Ostrovní 465/5) ersetzt      |
|                                                  | Leitmeritz unterer Bahnhof (byv. Litoměřice dolní nádraží)                                                   | Nádražní 535/16 (Lage)                              | Carl Schlimp                                                        | 1874                            | Ehem. Bahnhof Leitmeritz an der Strecke der Österreichischen Nordwestbahn (ÖNWB), nicht mehr in Betrieb                                                                                              |
|                                                  | Wirtschaftsschule (Škola hospodářská)                                                                        | Na Vinici 948/13 (Lage)                             |                                                                     | 1908/09                         | |
|                                                  | Tyrš-Brücke (Tyršův most)                                                                                    | Tyršův most (Lage)                                  |                                                                     | 1910                            | Straßenbrücke über die Elbe an der Egermündung, benannt nach Miroslav Tyrš (Friedrich Tirsch) (1832–1884)                                                                                            |
|                                                  | Kulturhaus (Dům kultury)                                                                                     | Na Valech 2028/47 (Lage)                            | Pavel Švancer (1934–2019)                                           | 1983–1991                       | [ 45 ] |